# Pedicab
I Pedicab sono un gruppo alternative rock filippino fondato nel 2005 e composto da 5 membri: Diego Mapa (voce), Jason Caballa (chitarra e voce secondaria), Raimund Marasigan (tastiera e voce secondaria), Mike Dizon (batteria) e RA Rivera (mastering e voce secondaria).

## Discografia

### Album studio
- 2005 - Tugish Takish
- 2008 - Shinji Ilabas Mo Na Ang Helicopter
- 2009 - Shinji Ilabas Mo Na Ang Helicopter (Deluxe Edition)

### Singoli
- Ang Kailangan
- Ang Pusa Mo
- Ang Pusa Mo (DJ Funk Avy Remix)
- Breaking Away
- Deep Eyes
- Deep Eyes (DJ Funk Avy Remix)
- Defeaning Silence
- Dito Tayo sa Dilim
- Follow Through
- FX
- Good To Go
- Konti Na Lang
- Laway
- Mixed Feelings
- Pa-Taste
- Put The Pieces Together
- Sagot Kita
- Sakto Sa Pasko
- Simulan Mo Na
- Simulan Na